# Río Jolyniá
El río Jolynia (del ruso: Холынья) es un río del óblast de Nóvgorod, en Rusia. Pertenece a la cuenca del mar Báltico. Tiene su origen en los pantanos boscosos, de 1 km al sur de la aldea de Vashkovo. Desdemboca en la orilla izquierda del río Polist a la altura de la aldea de Ustie, unos 80 km después de su nacimiento. El curso es muy tortuoso.
Sus afluentes más importantes son el Malashka, el Turenka, el Kamenka, el Belka, el Morilka Palisandr (por la izquierda), el Raduika (por la derecha).
A orillas del río están situadas 20 aldeas (de la fuente a la desembocadura): Vajromeyevo, Gusevo, Zabolotno, Zelema, Repino, Vidzha, Skopino, Zaozere, Sheliapino, Malahnovo, Markovo, Baikovo, Paryshevo, Gainovo, Sotsko, Shchetinkino, Kosorovo, Nefedevo, Tolochno y Ustie.